# Riveț (Ilkivka), Vinnîțea
Riveț (în ucraineană Рівець) este un sat în comuna Ilkivka din raionul Vinnîțea, regiunea Vinnița, Ucraina.

## Demografie
Componența lingvistică a localității Riveț
     Ucraineană (97,82%)
     Rusă (1,82%)
     Alte limbi (0,36%)
Conform recensământului din 2001, majoritatea populației localității Riveț era vorbitoare de ucraineană (97,82%), existând în minoritate și vorbitori de rusă (1,82%).